# Dawid Nowak
Dawid Nowak (ur. 30 listopada 1984 w Hrubieszowie) – polski trener piłkarski, były piłkarz występujący na pozycji napastnika.

## Kariera
Nowak rozpoczął swoją karierę w Unii Hrubieszów. W 2002 roku trafił do UKS SMS Łódź, który to klub opuścił po roku na rzecz Zdroju Ciechocinek. Sezon 2004/05 spędził na wypożyczeniu w Toruńskim KP.
Na początku 2006 roku Nowak został zakupiony przez grający wówczas w Ekstraklasie GKS Bełchatów, gdzie miał Radosława Matusiaka. 8 lipca Polak zdecydował się opuścić klub na zasadzie prawa Bosmana i podpisał trzyletni kontrakt z Polonią Warszawa. Umowa miała wejść w życie 1 stycznia 2011 roku, ostatecznie jednak z powodu niewypełnienia ustalonych warunków, transfer został unieważniony, zaś piłkarz pozostał w Bełchatowie.
Wraz z zakończeniem sezonu 2012/13, po wygaśnięciu kontraktu, Nowak odszedł z klubu. 1 lipca 2013 podpisał kontrakt z Cracovią. Nowak zadebiutował w oficjalnym meczu podczas potyczki z Gliwickim Piastem- 21 lipca, zmieniając w 68 minucie Sebastiana Stebleckiego. Swoją pierwszą bramkę zdobył w wygranym 2-1 spotkaniu z Ruchem Chorzów (strzelił także drugą bramkę).
5 listopada 2013 został powołany przez trenera reprezentacji Polski Adama Nawałkę na dwa mecze towarzyskie ze Słowacją i Irlandią.
Dwie próby antydopingowe przeprowadzone u Dawida Nowaka w październiku 2014 wykazały obecność stanozololu w jego organizmie, po czym został odsunięty od drużyny Cracovii i opuścił ten klub w grudniu 2014, zaś Komisja Dyscyplinarna PZPN wymierzyła Dawidowi Nowakowi karę dyscyplinarną w postaci dwuletniej dyskwalifikacji.
Od sierpnia 2016 zawodnik klubu Bruk-Bet Termalica Nieciecza. Następnie występował w pierwszoligowych Puszczy Niepołomice i Garbarni Kraków, gdzie zakończył karierę.
Następnie od 2023 roku pracował w Pogoni Szczecin, najpierw jako trener drużyn juniorów młodszych, a w sezonie 2024/2025 został włączony do sztabu pierwszego zespołu.

## Statystyki kariery

### Klubowej
(aktualne na dzień 25 sierpnia 2014)
| Klub               | Sezon              | Liga               | Liga  | Liga   | Puchar Polski | Puchar Polski | Puchar Ekstraklasy | Puchar Ekstraklasy | Europa | Europa | Suma  | Suma   |
| Klub               | Sezon              | Liga               | Mecze | Bramki | Mecze         | Bramki        | Mecze              | Bramki             | Mecze  | Bramki | Mecze | Bramki |
| ------------------ | ------------------ | ------------------ | ----- | ------ | ------------- | ------------- | ------------------ | ------------------ | ------ | ------ | ----- | ------ |
| GKS Bełchatów      | 2005/06            | I liga             | 5     | 0      | 0             | 0             | –                  | –                  | –      | –      | 5     | 0      |
| GKS Bełchatów      | 2006/07            | I liga             | 17    | 6      | 1             | 1             | 8                  | 9                  | –      | –      | 26    | 16     |
| GKS Bełchatów      | 2007/08            | I liga             | 17    | 2      | 1             | 0             | 3                  | 0                  | 3      | 1      | 24    | 3      |
| GKS Bełchatów      | 2008/09            | Ekstraklasa        | 23    | 10     | 1             | 0             | 4                  | 3                  | –      | –      | 28    | 13     |
| GKS Bełchatów      | 2009/10            | Ekstraklasa        | 20    | 9      | 0             | 0             | –                  | –                  | –      | –      | 20    | 9      |
| GKS Bełchatów      | 2010/11            | Ekstraklasa        | 26    | 8      | 2             | 0             | –                  | –                  | –      | –      | 28    | 8      |
| GKS Bełchatów      | 2011/12            | Ekstraklasa        | 22    | 6      | 0             | 0             | –                  | –                  | –      | –      | 22    | 6      |
| GKS Bełchatów      | 2012/13            | Ekstraklasa        | 4     | 0      | 0             | 0             | –                  | –                  | –      | –      | 4     | 0      |
| Cracovia           | 2013/14            | Ekstraklasa        | 26    | 8      | 1             | 0             | –                  | –                  | –      | –      | 27    | 8      |
| Cracovia           | 2014/15            | Ekstraklasa        | 4     | 1      | 0             | 0             | –                  | –                  | –      | –      | 4     | 1      |
| Ogólnie w karierze | Ogólnie w karierze | Ogólnie w karierze | 164   | 50     | 6             | 1             | 15                 | 12                 | 3      | 1      | 188   | 64     |

### Reprezentacyjnej
(aktualne na dzień 2 lipca 2013 roku)
| Reprezentacja | Rok     | Występy | Gole |
| ------------- | ------- | ------- | ---- |
| Polska        | 2008    | 1       | 0    |
| Polska        | 2009    | 0       | 0    |
| Polska        | 2010    | 6       | 0    |
| Polska        | 2011    | 1       | 0    |
| Polska        | Ogólnie | 8       | 0    |

| 1. | 2 lutego 2008    | Pafos, Cypr                            | Finlandia | 1:0 |  | Mecz towarzyski             |
| 2. | 17 stycznia 2010 | Nakhon Ratchasima, Tajlandia           | Dania     | 1:3 |  | Puchar Króla Tajlandii 2010 |
| 3. | 23 stycznia 2010 | Nakhon Ratchasima, Tajlandia           | Singapur  | 6:1 |  | Puchar Króla Tajlandii 2010 |
| 4. | 3 marca 2010     | Warszawa, Polska                       | Bułgaria  | 2:0 |  | Mecz towarzyski             |
| 5. | 29 maja 2010     | Kielce, Polska                         | Finlandia | 0:0 |  | Mecz towarzyski             |
| 6. | 2 czerwca 2010   | Kufstein, Austria                      | Serbia    | 0:0 |  | Mecz towarzyski             |
| 7. | 8 czerwca 2010   | Murcja, Hiszpania                      | Hiszpania | 0:6 |  | Mecz towarzyski             |
| 8. | 6 lutego 2011    | Vila Real de Santo António, Portugalia | Mołdawia  | 1:0 |  | Mecz towarzyski             |